# دانيال بيرل
دانيال بيرل (10 أكتوبر 1963 — 1 فبراير 2002)، هو صحفي أمريكي يهودي تم اختطافه وتعذيبه، وقُتِلَ في مدينة كراتشي في باكستان من قبل افرادٍ من تنظيم القاعدة. كان بيرل يعمل رئيس تحرير لمكتب جنوب آسيا لجريدة وول ستريت عندما تم اختطافه، وكان مقره بمدينة مومباي، ماهاراشترا، الهند. لقد ذهب لباكستان للتحقيق في الروابط المزعومة بين ريتشارد ريد، وتنظيم القاعدة، والمخابرات الباكستانية. وشنقه آسيريه بعد ذلك.
وفي شهر يوليو 2002، تم الحكم على أحمد عمر سعيد شيخ بالإعدام بسبب خطفه وقتله لبيرل. وكان إنجليزياً من أصل باكستاني.
وفي شهر مارس من عام 2007، أقر خالد شيخ محمد بأنه قد شنق بيرل بنفسه. وكان خالد محبوساٌ في غوانتانامو بكوبا.

## النشأة
وُلد بيرل بمدينة برينستون، بولاية نيو جيرسي. وترعرع في مدينة إنسينو بلوس أنجيليس، بولاية كاليفورنيا، حيث درس بمدرسة بورتولا الإعدادية، ومدرسة بيرمنجهام الثانوية. كان والده، جوديا بيرل يعمل أستاذ بجامعة كاليفورنيا، أما والدته روث فكانت من أصل يهودي عراقي. وصف جوديا بيرل تاريخ العائلة وعلاقتها بإسرائيل في كتاب ماذا تنعي إسرائيل بالنسبة لي (What Israel Means to Me) بقلم ألان دوشوفيتز. درس داني، كما كان يلقب في حياته، جامعة ستانفورد من عام 1981 إلى عام 1985. وتخرج بعد إنهاء دراسة الاتصالات بتقدير عالى مع مرتبة الشرف. وأصبح عضواً في منظمة دلتا ألفا فاي، كما شارك في تأسيس صحيفة طلابية تسمى معلقي ستانفورد (Stanford Commentator). تخرج بيرل من جامعة ستانفورد وحصل على شهادة البكالوريوس في مجال الاتصالات. وقضي صيفاً في شرطة الهند، وشتاءً في أيداهو. وبعد رحلته إلى الاتحاد السوفياتي، والصين، وأوروبا، انضح بيرل إلى جريدة نورث آدامز ترانسكريبت (North Adams Transcript)، ثم عمل بجريدة بيركشاير إيجل (Berkshire Eagle) جنوب ولاية ماساشوستس، وأخيراً انتقل إلى جريدة سان فرانسيسكو بيزينس تايمز (San Francisco Business Times).
بدأ بيرل عمله بجريدة وول ستريت جورنال في أطلنطا في عام 1990، ثم انتقل إلى مقر الجريدة بواشنطن العاصمة في عام 1993 لخبرته بمجال الاتصالات، ثم انضم إلى فريق الجريدة بلندن عام 1996. وقد كتب العديد من المقالات مثل القصة التي كتبها في أكتوبر عام 1994 عن الكمان الذي عُثِرَ عليه في الطريق السريع، وقصة أخرى نشرها في شهر يونيو عام 2000 تحكى عن موسيقى البوب الهندية. وكانت أشهر تحقيقاته تدور حول الحروب العرقية بمدينة البلقان، حيث أكد على عدم صحة المجزرة المزعومة التي وقعت في كوسوفو. كما ناقش الهجوم الصاروخي الأمريكي المزعوم على مبنى عسكري بمدينة الخرطوم، حيث أثبت أنه كان مصنعاً للأدوية.
قابل بيرل ماريان فان نيانهوف، وتزوجها. كانت ماريان تُدين بالبوذية، كما كانت عضو بحركة سوكا غاكاي. وُلد ابنهما آدم في باريس في الثامن والعشرين من شهر مايو عام 2002، أي بعد وفاة أبيه بثلاثة أشهر.

## مقتل بيرل
كان بيرل على موعد مع الشيخ ء في مطعم القرية بمدينة كاراتشي، وذلك في الثالث والعشرين من شهر يناير عام 2002. وأثناء اتجاهه إلى هناك، خطفه مجموعة من الرجال المسلحين يطلقونه على أنفسهم الحركة الوطنية لتحرير باكستان. اعتقدت هذه الجماعة بيرل بأنه عميل لوكالة المخابرات المركزية الأمريكية. ثم أرسلت الجماعة بريداً إليكترونياً للولايات المتحدة تأمرها بالإفراج عن جميع المُعتَقَلِين الباكستانيين، وإرسال شُحنة الطائرات الـجنرال دايناميكس إف-16 فايتينغ فالكون للحكومة الباكستانية.
وهذا نص الرسالة:
| دانيال بيرل | "إننا نمنحكم يوماً واحداً، إذا لم تنفذ الولايات المتحدة مطالبنا، فسنقتل دانيال. وستسمر هذه العمليات، ولن يتمكن أي صحفي أمريكي من دخول باكستان." | دانيال بيرل |

وتم إرفاق صورة لبيرل وهو مُفيَّد، ووضعت البندقية فوق رأسه مع الرسالة. ولم يكن هناك أي رد فعل من جانب رؤساء بيرل في العمل، أو من زوجته ماريان.
وبعد مرور تسعة أيام، تم قطع رأس بيرل. وفي السادس عشر من شهر مايو، عُثِر على جسد بيرل مُقطَّع إلى عشرة قطع داخل مدفن ضحل في ضواحي مدينى كاراتشي. عندما عثرت الشرطة على بقايا جُثَّتِه، قام عبد الستار إدهي بتجميع العشرة قِطع بنفسه، وأرسلهم إلى معرض التعرُّف على الجُثَثَ. عادت جُثَّة بيرل إلى الولايات المتحدة، ودُفِنَت في مقبرة الحديقة التذكارية بلوس أنجيليس، بولاية كاليفورنيا.
ولم يتم تشريح الجثة لمعرفة سبب الوفاة. حيث أوضح الفيديو الذي عُرِضَ لاحقاً كل شيء.

## الفيديو الذي ظهر به دانيال بيرل
ففي الواحد والعشرين من شهر مايو عام 2002، صَدَرَ شريط فيديو بعنوان مقتل الصحفي اليهودي الجاسوس دانيال بيرل. يعرض الشريط جُثة بيرل المُشَوَّهَة، واستمر لمدة ثلاثة دقائق و36 ثانية.
ونرى في الصورة المرفقة نصا بالعربية: «اسمي دانيال بيرل، أنا يهودي أمريكي...»
وفيما يلي كلمات بيرل قبل موته:
- «اسمي دانيال بيرل. أنا يهودي أمريكي من مدينة إنسينو، بولاية كاليفورنيا، بالولايات المتحدة الأمريكية.»
- "لقد جئت... كان والدي من عائلة صهيونية".
- «كان والدي يهودياً، ووالدتى يهودية، وانا يهودي».
- «تدين عائلتي باليهودية. لقد قمنا بزيارات عائلية عديدة إلى إسرائيل».
- «هناك شارع في بلدة بني براك يحمل اسم جدي الكبير حاييم بيرل، الذي يُعد واحداً من مؤسسي المدينة».

ووفقاً لما صَرَّح به والد بيرل، لا أحد يعرف الأمر الذي أقرَّهٌ دانيال في الجملة الأخيرة خارج نطاق العائلة، ومن ثم لا يمكن أن يكون قد أجبره أحد على قول ذلك. ويعتقد الأب بأن بيرل اختار أن يقول ذلك بإرادته، كرسالة مُشَفَرَّة لعائلته.
وهذه الرسالة تعني بأن بيرل بصحة جيدة، وأنه يتحدث بحرية ولا يجبره أحد على الحديث.
يُظهر الجزء الثاني من الشريط بيرل وهو يُدلي بطلبات مختطفيه. وترجمت كلماته إلى الأردو. كما تم تركيب لصور مسلمين ميتين حول صورة بيرل. بالإضافة إلى صور للرئيس الأمريكي جورج بوش وهو يُصافح رئيس الوزراء الإسرائيلي آريل شارون، وصور للمدنيين الفلسطينيين وهم يقتلون بأيدي الجنود الإسرائيلين، وصورة الطفل الفلسطيني محمد الدرة الذي تم قتله على أيدي الجيش الإسرائيلي.
كما يظهر جسد بيرل في الفيديو عارياً من الخصر، وقد تم قطع رقبته. واستمر هذا المشهد لمدة دقيقة و55 ثانية، وهي المدة التي نزف فيها بيرل حتى الموت. ثم قطع رجل رأس بيرل.
تظهر بعض الصور الأخرى حول صورة رأس بيرل. ثم تظهر قائمة بمطالب الجماعة في ال90 ثانية الأخيرة من الشريط، مع صورة رأس بيرل المقطوعة.
وفيما يلي عرض لهذه المطالب:
الحركة الوطنية لتحرير باكستان (NMRPS)
ما زلنا نطالب بما يلي:
- الإفراج الفوري عن السجناء الذين تحتجزهم الولايات المتحدة في خليج جوانتانامو بكوبا.
- عودة السجناء الباكستانيين إلى باكستان.
- وضع حد فوري للوجود الأمريكي في باكستان.
- تسليم طائرات الجنرال دايناميكس إف-16 فايتينغ فالكون التي دفعت باكستان ثمنهم ولم تستلمهم بعد.

ونؤكد للأمريكيين بأنهم لن ينعموا بالأمان فوق الأراضي الباكستانية.
وإذا لم يتم تنفيذ مطالبنا، سوف يتكرر هذا المشهد مراراً وتكراراً.

## الاعتقال
تم القبض على ثلاثة من المشتبهين، بعد أن راقبت شرطة كاراتشي عنوان الآي بي الخاص بمن أرسلوا البريد الإلكتروني. وتم الاعتقال بعد أن قام المُحَقِّق مير زبير محمود بالتحقيق، بمساعدة خُبراء الكمبيوتر من وكالة المخابرات المركزية الباكستانية. استسلم أحمد عمر سعيد شيخ، العقل المُدَبِّر لعملية الاختطاف للعميد أَيْجاز شاه، الذي خَبَّأَه عنده لمدة أسبوع كامل عن أعين شرطة كاراتشي. اعتقلت السلطات الهندية أحمد عمر سعيد شيخ من قبل لاشتراكه في اختطاف سياح أجانب في الهند في عام 1994، ثم أطلقت الحكومة سراحه عند تبادل ركاب الطائرة الهندية رقم 814 المخطوفة في ديسمبر 1999.
كان والد بيرل في ذلك الوقت قلقاً، لأنه قد يتم التحقيق مع بيرل بسبب جنسيته الإسرائيلية.
وفي الواحد والعشرين من شهر مارس عام 2002، أدانت باكستان أحمد عمر سعيد شيخ وثلاثة آخرون بتهمة خطف دانيال بيرل وقتله. تمت محاكمتهم في الخامس عشر من شهر يوليو، وحُكِم علي شيخ بالإعدام. استأنف شيخ الحكم، وتمَّ تأجيل الحكم في قضيته عدة مرات - أكثر من ثلاثين مرة - ولم يتم تحديد تاريخ معين.
وفي العاشر من شهر مارس عام 2007، زعم خالد شيخ محمد بأنه المسئول عن مقتل دانيال بيرل أمام المحكمة. ويُعتقد بأن شيخ محمد هو الرجل الثالث في تنظيم القاعدة، بعد أسامة بن لادن. وقد ادعى بأنه قد قطع رأس بيرل.
حيث كرَّر خالد شيخ محمد في اعترافه أمام المحكمة كلماته قائلاً:
| دانيال بيرل | لقد قطعت رأس اليهودي الأمريكي دانيال بيرل بيدي اليمنى المباركة. وذلك بمدينة كاراتشي، بباكستان. | دانيال بيرل |

تكرَّر هذا الاعتراف كلمة كلمة في عام 2002 أثناء التحقيق في مركز التحقيقات السرية التابع لوكالة الاستخبارات المركزية.
وفي التاسع عشر من شهر مارس لعام 2007، سجَّل محامي أحمد عمر سعيد شيخ اعترافات خالد شيخ محمد كدفاع عن مُوَكِّله.
أقَرَّ المحامون باشتراك مُوَكِّلِهِم في قتل بيرل، ولكنهم دائماً ما كانوا يؤكدوا على أن خالد شيخ محمد هو القاتل الفعليّ. فقد خططوا لاستغلال اعتراف خالد شيخ محمد في استئنافهم للحكم بالإعدام على موكلهم.
وقال رئيس باكستان آنذاك، بيرفيز مشرف، في كتابه خط النار أن بيرل قد قتل من قبل عميل للمخابرات السرية، والذي أصبح عميل مزدوج فيما بعد.

## العواقب الناتجة عن هذا الحادث
نُشِرت مجموعة من كتابات بيرل (في بيتي في العالم) بعد وفاته في عام 2002. وهي تُبَرهِن على «مهارته الاستثنائية في الكتابة»، بالإضافة إلى مقالاته التي نُشرت في صحيفة وول ستريت جورنال«في العمود الأوسط»، وكان معظمها يدور حول قصص غريبة.  عالج المُلَحِّن روسل شتاينبرج ستة من هذه القصص في ألبومه  : قصص من كوكبي المفضل، ثلاثية للكمان، والبيانو، والقاريء.
قامت عائلة بيرل وأصدقائه بتأسيس مؤسسة دانيال بيرل. وهي تهدُف إلى استكمال رسالة بيرل، ومخاطبة من يعتبرونهم السبب الرئيسي لموتِه. وذلك عن طريق الروح، والأسلوب، والمباديء التي شكَّلت أعمال بيرل وشخصيته. وتُعقد أيام الموسيقى العالمية لدانيال بيرل في جميع أنحاء العالم منذ عام 2002، وتم استخدامها في أكثر من 1500 حفلة موسيقية وفي أكثر من 60 دولة.
كتبت أرملة بيرل، ماريان بيرل، مذكراتها بعنوان: القلب العظيم. وهي تحكى قصة حياة بيرل. وقد تم تحويل القصة إلى فيلم سينيمائي من بطولة أنجلينا جولي، وعرفان خان، وأرشي بنجابي، وويل باتون، ودان فوترمان.
وفي الأول من شهر سبتمبر عام 2003، نشر برنار هنري ليفي كتاباً بعنوان من قتل دانيال بيرل؟. أثار الكتاب، الذي وصفه الكاتب بأنه رواية «تحقيقية»، جدلاً حول بعض استنتاجاته للجريمة، بالإضافة إلى بعض الصفات التي ربطها بباكستان، وتناوله لشخصية بيرل بشكل روائي خيالي خاصة في اللحظات الأخيرة من حياته. وانتُقِد ليفي بشدة بسبب الكتاب.
وتم تحويل هذا الكتاب إلى إلى فيلم سينيمائي من إخراج تود ويليامز، وبطولة جوش لوكاس. وركَّز الفيلم على الأيام الأخيرة من حياة دانيال بيرل.
أنتجت شركة إتش بي أو فيلماً وثائقياً لمدة 79 دقيقة بعنوان الجهادية: مقتل دانيال بيرل. وتم عرضه لأول مرة على شباك التذاكر في العاشر من شهر أكتوبر من عام 2006. سجَّل الفيلم الوثائقي حياة بيرل وموته، كما عرض مقابلات مستفيضة مع أفراد عائلته. روى الفيلم كريستيان أمانبور، وتم ترشيحه لإثنين من جوائز إيمي.
كتب الملحن الأمريكي ستيف رايش عمل بعنوان: تقلبات دانيال، حيث قام بربط كلمات بيرل مع جمل مأخوذة من كتاب دانيال.
قام والدا بيرل، جوديا وروث، بنشر مجموعة من الردود التي أُرسِلت إليهم من جميع أنحاء العالم بعنوان؛ أنا يهودي: استنتاجات شخصية نابعة من الكلمات الأخيرة لدانيال بيرل (مطابع الأضواء اليهودية). قال بيرل في شريط الفيديو «والدي يهودي، ووالدتي يهودية، وأنا يهودي». ثم أضاف معلومة غامضة، وهي أن هناك شارع في إسرائيل بمدينة بني براك يحمل اسم جده الكبير، الذي كان واحداً من مؤسسي البلدة. فهِمت عائلته من هذه المعلومة الأخيرة أن بيرل يُريد التأكيد على أن هذا هو صوته، ويُبين استعداده للإدلاء بهويته. اندهش جوديا بيرل في البداية من هذا التصريح، لكنه فهم بعد ذلك أن بيرل يُشير إلى التقاليد البنَّائة لعائلته، في مقابل الأهداف المدمرة لخاطفيه. أسهب جوديا بيرل في عرض الفكرة من خلال عرض ردود أفعال الفنانين، والزعماء الحكوميين، والكُتَّاب، والصحفيين، والعُلماء، والقساوسة. أجمعت ردود الأفعال الشخصية عند سماعهم لهذا الكلام، أن هذا هو صوت بيرل بالفعل ينطق كلماته الأخيرة. تراوحت الردود بين جملة واحدة وعدة صفحات.
تم تقسيم الكتاب إلى خمسة مواضيع هي: الهوية؛ التراث؛ الميثاق، والشعب المختار، والإيمان؛ الإنسانية والعرق؛ تيكون أولام (إصلاح العالم)؛ العدل. ويشمل المساهمون في هذا العمل: تيودور بايكل، وآلان ديرشوفيتز، وكيرك دوغلاس، وروث بادر غينسبورغ، ولاري كينغ، وعاموس أوز، وشيمون بيريز، ودانيال شور، وإيلي ويزل، وبيتر يارو، ويهوشوا.

## تكريم دانيال بيرل
سُمِّيَت مجلة أخبار الطلاب بجامعة سوكا الأمريكية على اسم دانييل بيرل، تكريماً له.
وفي عام 2002، حصل بيرل بعد وفاته على جائزة إيليا باريش لوفجوي مقدمة من كلية كولبي. وفي عام 2007، تلقي جائزة Lyndon Baines Johnson Moral Courage Award للشجاعة من Houston Holocaust Museum (متحف الهولوكوست).
وفي عام 2005، قامت صحيفة وول ستريت جورنال بالاشتراك مع مدرسة الصحافة والعلوم بتقديم أول جائزة تحمل اسم دانيال بيرل إلى لويس إتيان فيجنو - دوبوا من كندا، وذلك في حفل أُقيم في العاشر من شهر يونيو في مدينة باريس.
وفي السادس عشر من شهر إبريل لعام 2007، تمت إضافة بيرل إلى النصب التذكاري للمحرقة اليهودية في ميامي بيتش كأول ضحية خارج المحرقة. وذكر جوديا بيرل في مقدمته الاستهلالية بأن «قوى الشر والهمجية لا تزال نشطة في عالمنا»، وذلك من أجل تذكير الأجيال القادمة بذلك. فلم تنتهي محرقة يهود أوروبا في عام 1945. وقد اعترض الصحفي برادلي برستون على إضافة ضحية من خارج المحرقة إلى النصب تذكاري، حيث أن ذلك يُقلل من تميز ضحايا محرقة يهود أوروبا.
وفي شهر مايو 2007، تم تغيير اسم مدرسة الاتصالات وتكنولوجيا المغناطيس بمدرسة برمنغهام الثانوية إلى مدرسة دانيال بيرل للصحافة والاتصالات.
وفي شهر يوليو لعام 2009، أصبحت مدرسة دانيال بيرل للمغناطيس الثانوية (DPMHS) مدرسة ثانوية مستقلة في مقاطعة لوس أنجليس للمدارس المُوَحَّدة (LAUSD).
قام والدا بيرل، روث وجوديا بيرل، بتأسيس مؤسسة دانيال بيرل بعد وفاته بوقت قصير. وتكمن رسالة المؤسسة في تعزيز التفاهم بين الثقافات المختلفة من خلال الصحافة، والموسيقى، والحوار. وتشمل برامجها: اليوم العالمي للموسيقى الذي يستخدم قوة الموسيقى في تعزيز التسامح واحترام الاختلافات؛ أخبار بيرل للشباب العالمي التي تمنح دورة تدريبية لطلاب المدارس الثانوية عن الصحافة من خلال الإنترنت؛ جماعة دانيال بيرل للكُتَّاب والصحفيين السنوية التي تجمع بين صحفيين ومحررين أجانب في منتصف حياتهم الوظيفية للعمل لمدة ستة أشهر في غرف الأخبار بالولايات المتحدة؛ برنامج دانيال بيرل الداخلى لوسائل الإعلام الذي يُقدم فترة تدريبية للشباب الفلسطيني والإسرائيلي الذين شاركوا في معسكر السلام؛ حوار دانيال بيرل من أجل التفاهم بين المسلمين واليهود حيث يقوم الأساتذ جوديا بيرل والأستاذ أكبر أحمد بمناقشة العلاقات بين المسلمين واليهود.
ويشمل المجلس الفخريّ لمؤسسة دانيال بيرل كل من: كريستيان أمانبور، والرئيس الأمريكي السابق بيل كلينتون، وعبد الستار إدهي، وداني جيل، وجون هينيسي، وتيد كوبل، وصاحبة الجلالة الملكة نور ملكة الأردن، وساري نسيبة، وماريان بيرل، وإيزاك بيرلمان، وهارولد شولفايس، وكريغ شيرمان، وبول ستيجر، وإيلي ويزل.
ألقت المؤسسة المحاضرة التذكارية حول بيرل في جامعة كاليفورنيا في عام 2002. وكان من المخطط أن ينقلها أندرسون كوبر عبر قناة الـسي إن إن في السابع عشر من شهر مايو 2009. بالإضافة إلى محاضرين آخرين مثل ديفيد بروكس، وتيد كوبل، ولاري كينغ، وجيف غرينفيلد، ودانيال شور، وتوماس فريدمان.
بدأ بيرل حياته الوظيفية في ولاية ماساشوستس الغربية في جريدتي نورث أدامز ترانسكيبت وبيركشاير إيجل. وقد قام أصدقائه بتأسيس منحة تعليمية تحمل اسمه بدءاً من عام 2005.

## قراءات أخرى
- ليفي برنارد هنري: من الذي قتل دانيال بيرل؟، دار ميلفيل للنشر، 2003. ISBN 0-9752838-4-7
- بيرل، دانيال: في بيتي في العالم: كتابات مجمعة من صحيفة وول ستريت جورنال، نيويورك: الصحافة الحرة، يونيو 2002. ردمك 0 - 7432 - 4317 - X
- ماريان بيرل وسارة كريشتون: القلب العظيم، نيويورك: سكريبنر، 2003. ISBN 0-9752838-4-7
- روث وجوديا بيرل: أنا يهودي: تأملات شخصية مستوحاة من الكلمات الأخيرة لدانييل بيرل. درا الأنوار اليهودية للنشر، يناير 2004. ISBN 1-57912-328-7.

## الروابط الخارجية
- دانيال بيرل على موقع IMDb (الإنجليزية)
- دانيال بيرل على موقع ميوزك برينز (الإنجليزية)
- دانيال بيرل على موقع إن إن دي بي (الإنجليزية)
- مؤسسة دانيال بيرل
- في ذكرى دانيال بيرل
- صفحة عن جوائز العدالة التي حصل عليها دانيال بيرل
- الجارديان: «الرباط الباكستاني»
- آسيا تايمز -- من الذي قتل دانيال بيرل؟
- تقرير جمعية صحفيين جنوب آسيا
- مختارات من قصص نشرها دانيال بيرل في وول ستريت جورنال
- المواقع السوداء -- نظرة نادرة داخل برنامج الاستجواب السري لوكالة المخابرات المركزية
- مقابلة مع جوديا بيرل من متحف ذكرى الهولوكوست بالولايات المتحدة
- قام كميل دادا من جامعة ستانفورد بمقابلة برنار هنري ليفي للتحدث عن الآثار السياسية المترتبة على وفاة دانييل بيرل
- دانيال بيرل بيركشاير للمنح الدراسية